# 4e Infanteriedivisie (India)
De Indische 4e Infanteriedivisie (Engels: Indian 4th Infantry Division), ook bekend als de Red Eagle Division, was een infanteriedivisie van de Brits-Indische leger gedurende de Tweede Wereldoorlog. Nu is het een infanteriedivisie van het leger van India.

## Geschiedenis
De Indische 4e Infanteriedivisie werd in 1939 in Egypte opgericht. In december 1940 nam het als onderdeel van de Western Desert Force onder Archibald Wavell deel aan Operatie Compass. De 4e Divisie was onder andere betrokken bij gevechten rond Sidi Barrani. 
In december 1940 werd de 4e Divisie overgeplaatst naar Soedan. Ze moesten samen met de Indische 5e Infanteriedivisie de bevoorradingsroutes naar Egypte tegen de Italianen beschermen. Ze waren ook betrokken bij de Campagne in Oost-Afrika. 
Na de terugkeer van de 4e Divisie naar Eygpte werd een deel van de divisie (de 5e Infanteriebrigade) naar Syrië gezonden om deel te nemen aan de Syrië-Libanon Campagne. De rest van de 4e Divisie was betrokken bij gevechten rondom de stad Tobroek. 
Begin april 1942 werd de 4e Divisie gesplitst met de 7e Brigade naar Cyprus, de 5e Brigade naar Syrië, de 11e Brigade naar het Suezkanaal en de Central India Horse naar Irak. In mei 1942 was de 11e Brigade (als onderdeel van de Indische 5e Infanteriedivisie) betrokken bij de Slag om Tobroek. In oktober 1942 was de 4e Indische Infanteriedivisie terug en was betrokken bij de Tweede Slag bij El Alamein. Na de Slag om El Alamein was de 4e Diviise betrokken bij gevechten om Benghazi, Tobroek, Wadi Akarit, Enfidaville en Tunis. In mei 1943 namen ze generaal Hans-Jürgen von Arnim, bevelhebber van het Afrikakorps gevangen.  
In januari 1944 vertrok de 4e Divisie naar Italië om deel te nemen aan de Italiaanse Veldtocht. De 4e Divisie speelde een belangrijke rol tijdens de Slag om Monte Cassino. In november 1944 werd de 4e Divisie naar Griekenland gezonden.  In 1945 keerde de divisie terug naar India.
Na de onafhankelijkheid van India werd de 4e Divisie onderdeel van het Indiase leger. Ze waren onder andere betrokken bij de Chinees-Indiase Oorlog in 1962, de Indo-Pakistaanse Oorlog van 1965 en de Indo-Pakistaanse Oorlog van 1971. Het maakt sinds 1965 onderdeel van het Indiase 1e Legerkorps. Het hoofdkwartier van de 4e Divisie is gevestigd in Allahabad.

## Bevelhebbers Tweede Wereldoorlog
- Generaal-majoor The Hon. P. Gerald Scarlett (oktober 1939 - januari 1940)
- Generaal-majoor Philip Neame (februari 1940 - augustus 1940)
- Generaal-majoor Noel Beresford-Peirse (augustus 1940 - april 1941)
- Generaal-majoor Frank Messervy (april 1941 - december 1941)
- Generaal-majoor Francis Tuker (december 1941 – februari 1944)
- Brigadier Harry Dimoline (februari 1944 - maart 1944)
- Generaal-majoor Alexander Galloway (maart 1944)
- Generaal-majoor Arthur Holworthy (maart 1944 - januari 1945)
- Generaal-majoor Charles Boucher (januari 1945 - augustus 1945)